# Хамер (народ)
Хамер або хамар — етнічна група, поширена на південному заході Ефіопії. Хамери живуть в вореді (община) Хамер, що є частиною долини річки Омо та адміністративно належить до Регіону народів і народностей півдня.

## Демографія
Згідно з національним переписом 2007 року чисельність хамерів становила 46,532 осіб, з них 957 були міськими жителями.

## Опис

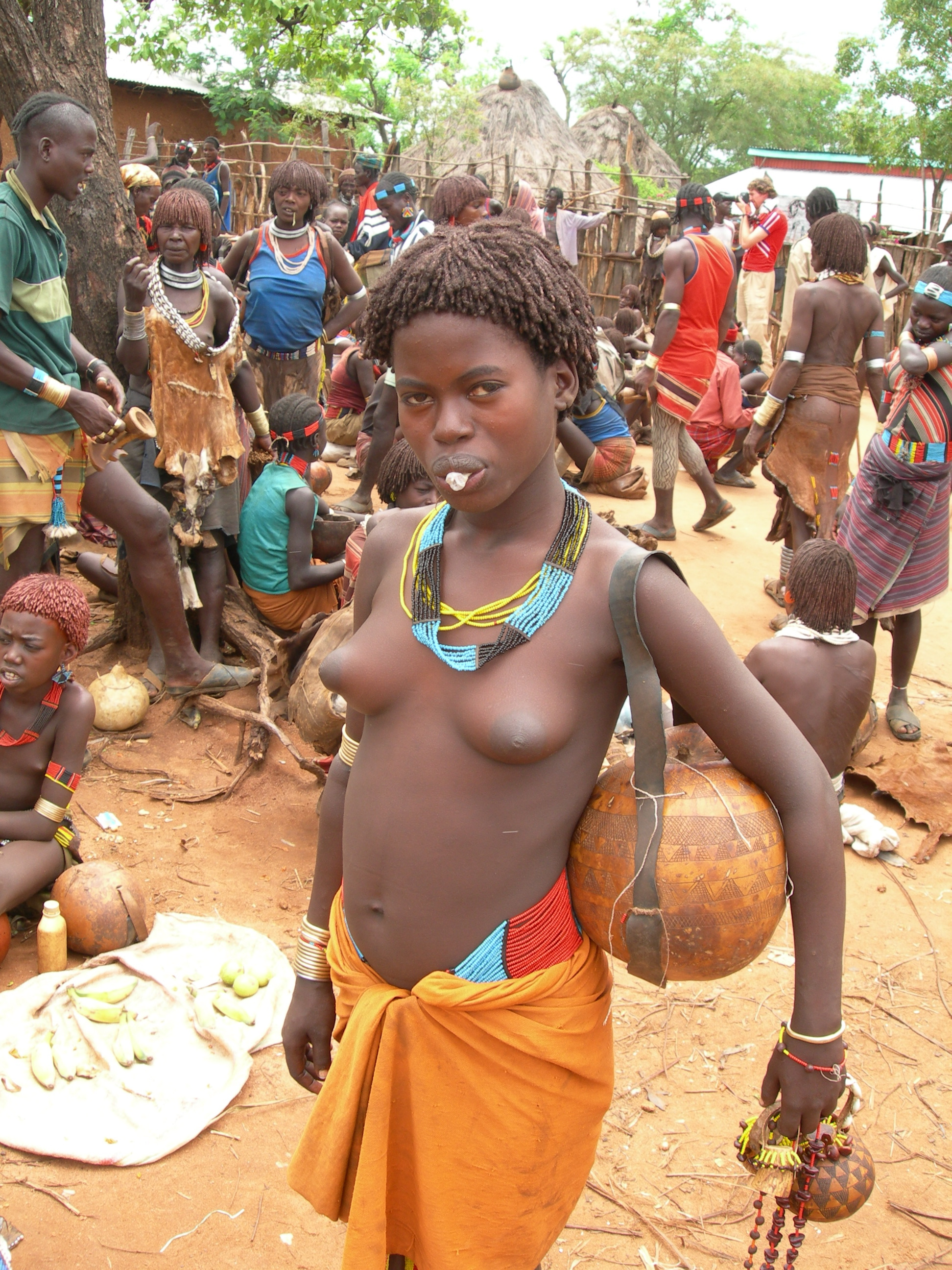
Юна хамер, Південна Ефіопія

Вважається, що дане плем'я з'явилося в 5 столітті нашої ери. Основні риси хамерів — високі вилиці, складні костюми, яскраві і товсті мідні намиста.

## Спосіб життя та культура
Основним родом заняття є скотарство, саме тому їхня мова налічує близько 30 слів, що позначають тільки відтінки і структуру шкіри худоби. Хамер вірять, що всі природні об'єкти мають душу, вірять у духів, що мають вплив на людей, які здатні приймати образ тварин і людини.

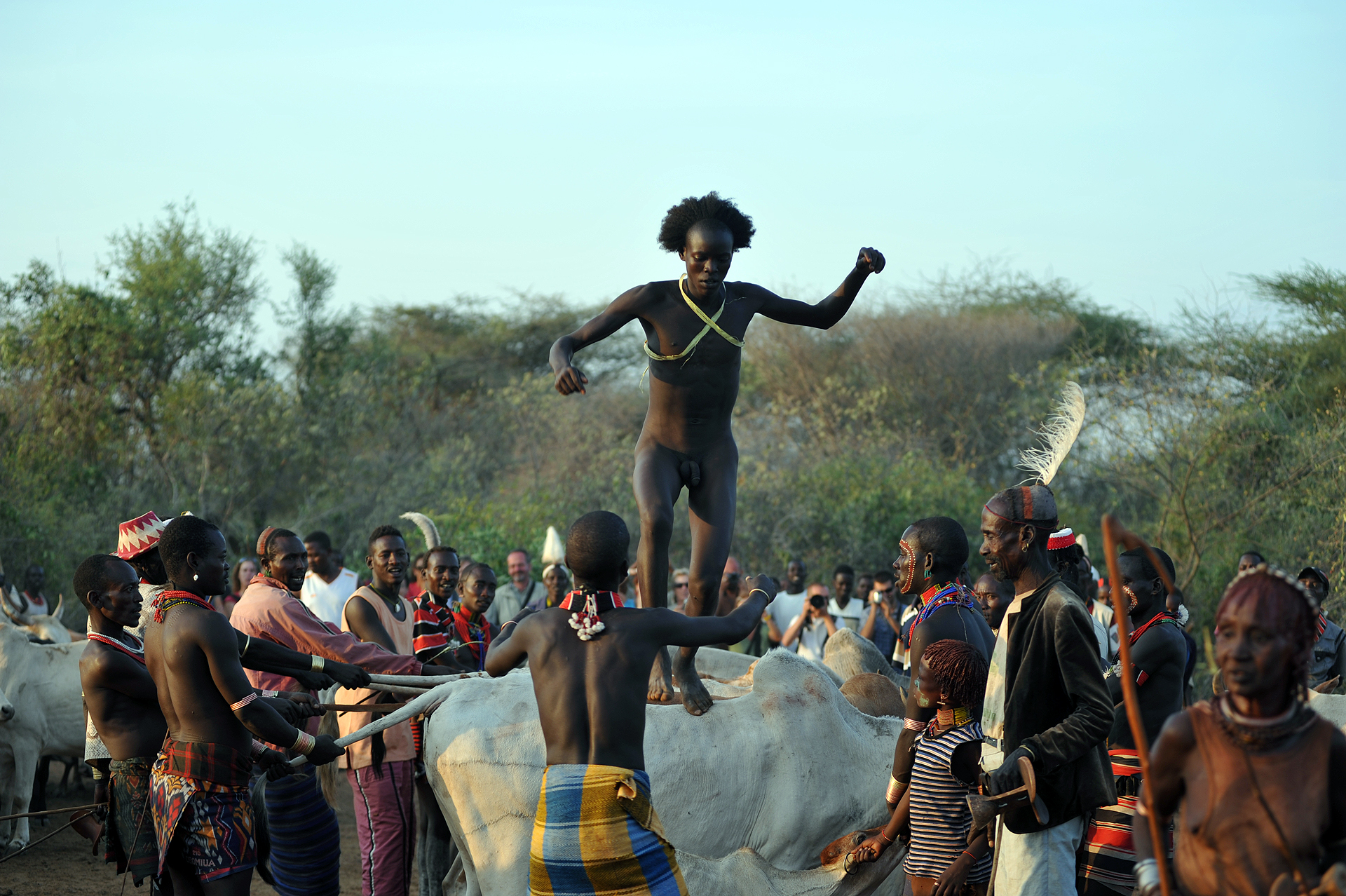
Обряд ініціації хлопців

У культурі хамер існують численні обряди. Один з них — «біг по спинах биків», який проходять хлопці, які досягли повноліття, щоб отримати дозвіл на одруження. Бики шикуються в ряд, хлопець має чотири рази пробігти по їхніх спинах, що досить складно, адже тварини не стоять на місці, а постійно рухаються. Після успішного проходження обряду чоловік зараховується до розряду маза, при негативному результаті йому належить ще рік тренувань.

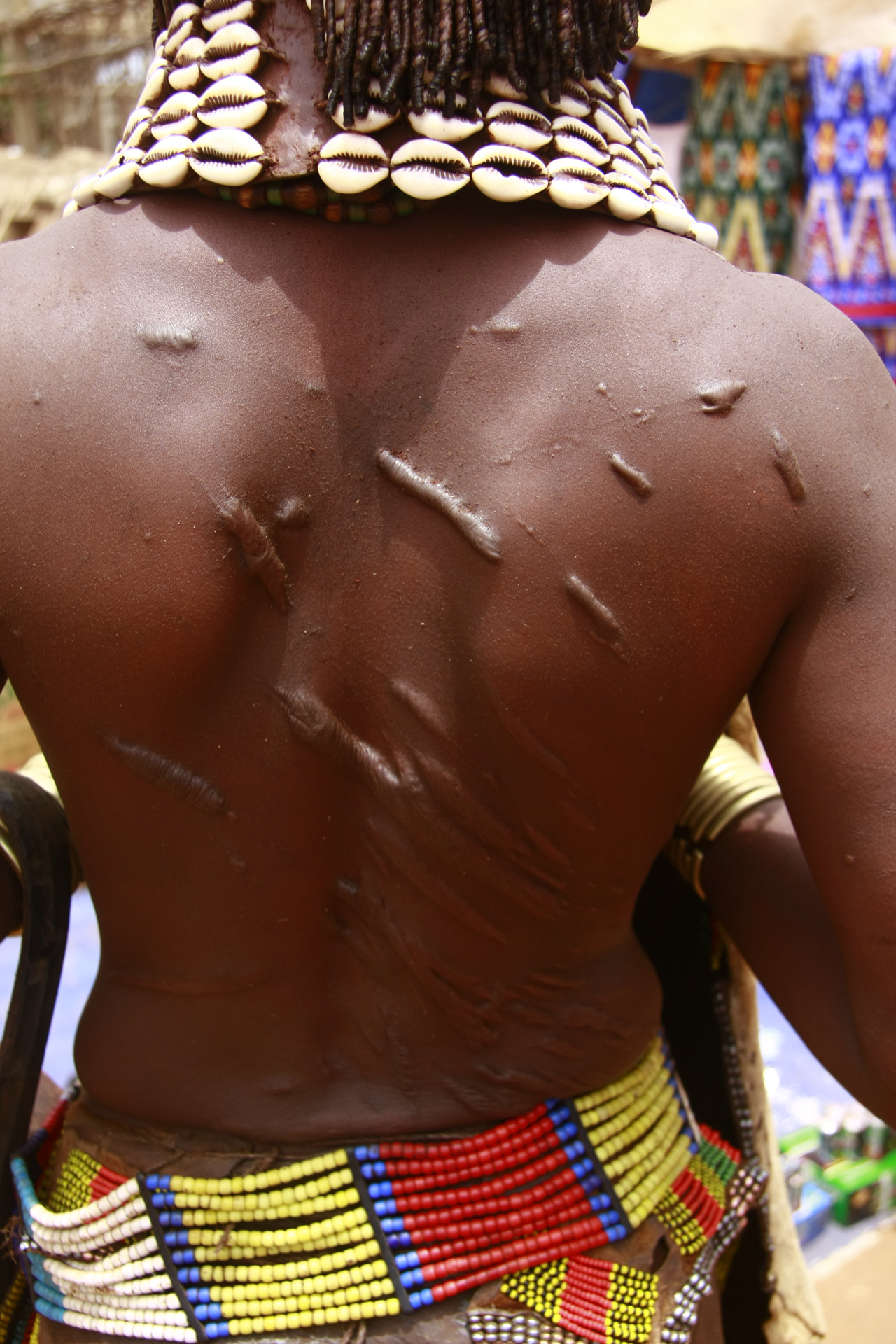
Жінка з ритуальними шрамами

Один з обрядів, що стосуються жінок хамер, вирізняється жорстокістю. Всі бажаючі жінки та дівчата можуть брати участь у цьому обряді. Спочатку вони виконують швидкий ритмічний танець, який вводить їх у стан екстазу. У цей час чоловіки маза починають шмагати жінок жорсткими стеблами очерету, від чого на тілах жінок з'являються відкриті рани. Вважається, що жінка, яка випробувала біль, завдану братом або родичем, може звернутися до нього за допомогою, якщо буде в такій потребі. Шрами, що залишилися від обряду, — показник жіночності і предмет гордості, тому кожна жінка, що пройшла ритуал, намагається показати шрами, відкриваючи спину. Після церемонії влаштовується застілля на кілька днів.
Але це не єдиний випадок обряду з катуванням. У хамер вважається, що чоловік повинен виражати свою любов, б'ючи дружину. Чим більше шрамів на її тілі, тим сильніша любов чоловіка.
Для одруження майбутній чоловік повинен внести батькові нареченої викуп, зазвичай це 8-10 корів, що для Ефіопії практично цілий статок. Тому далеко не кожен чоловік в Ефіопії може дозволити собі шлюб. Після викупу чоловік забирає дружину з будинку батьків і будує їй будинок, що сусідить з будинками інших його дружин. Дружини ж приносять у будинок посаг, що складається з одягу, кількох мішків зерна кукурудзи, десятки курей і побутового начиння. У чоловіка немає свого будинку, він живе то в однієї, то в іншої дружини. Якщо ж незабаром після весілля дружина вмирає, чоловік має право зажадати викуп назад або взяти в дружини сестру колишньої дружини, якщо така є.

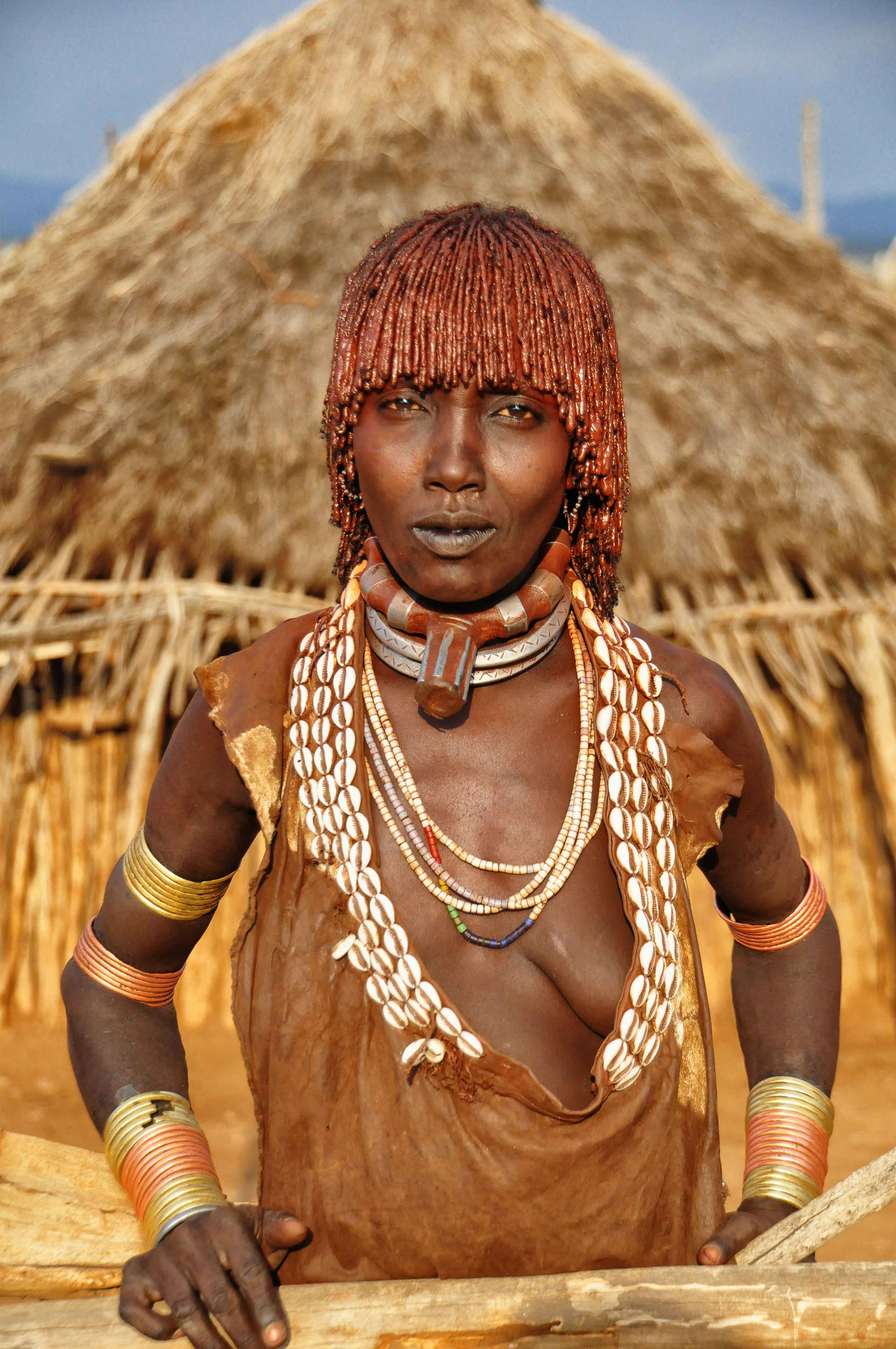
Одружена жінка з характерним обручем на шиї

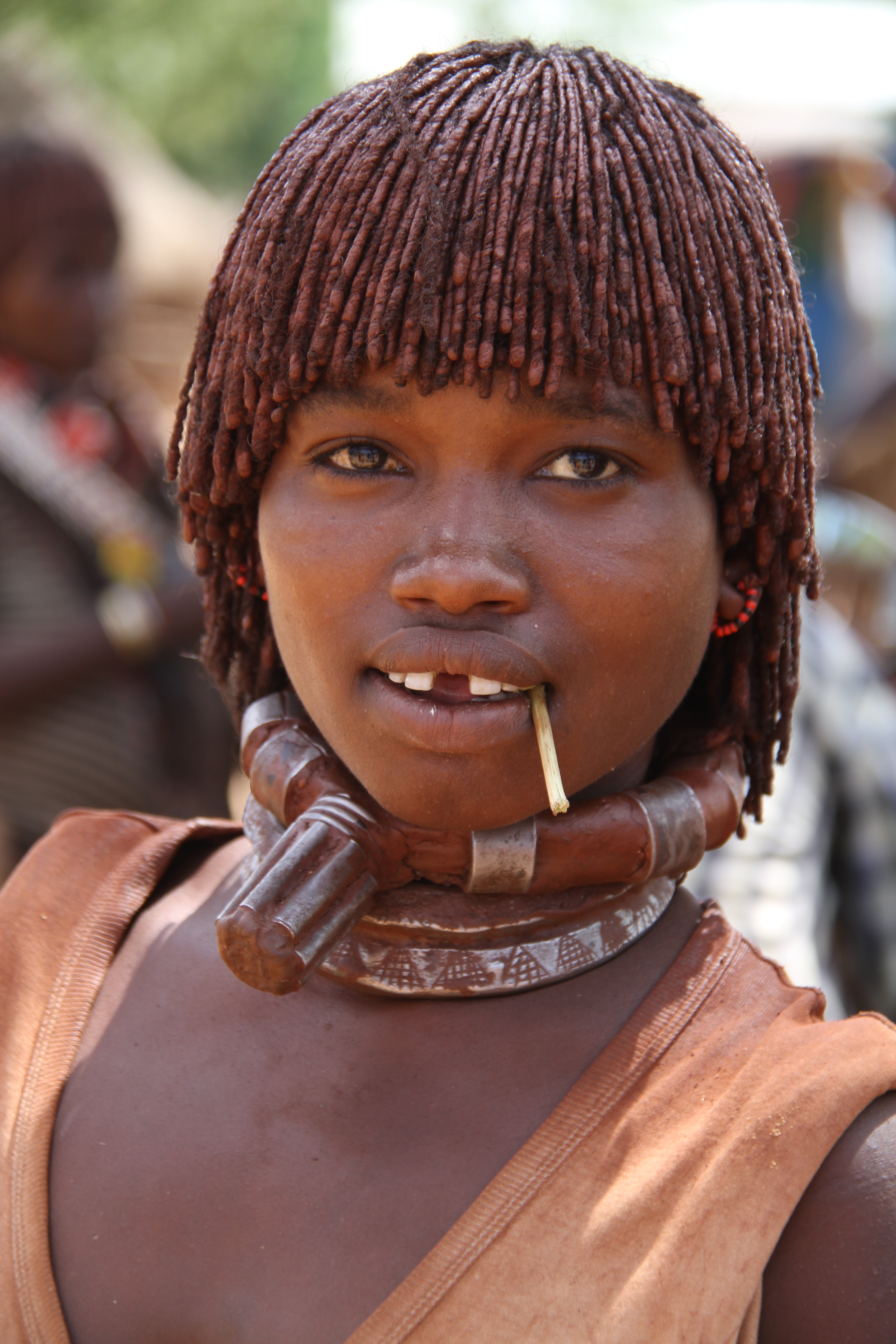
Типова зачіска хамер

Своєрідною обручкою у хамер є нашийники жінок. Перша дружина носить нашийник з металу та шкіри з ручкою, решта дружин, яких може бути не більше чотирьох, носять звичайні залізні обручі, кількість яких визначає порядковий номер дружини. Після одруження чоловік позбавляє дружину цноти спеціальним дерев'яним пристосуванням (окулібоко), яке можна купити на базарі. Якщо чоловік помирає, перша дружина стає на чолі сім'ї, крім цього, займається домашніми справами молодшого брата чоловіка, якщо її батьки померли. Як правило, вдови не вступають в шлюб повторно.
Велику увагу хамер приділяють зовнішності, волосся розбирають на безліч кісок і змащують сумішшю глини, вохри і води, через деякий час зачіска твердне. Щоб не пошкодити її під час сну, хамер використовують спеціальні дерев'яні підставки. Крім цього, хамер розмальовують свої тіла орнаментами, що мають символічне значення. Жінкам прийнято видаляти нижній передній зуб, щоб запобігти посусі, неврожаям і хворобам.
Чоловіки носять спідниці, множинні намиста на шиї, сережки, кількість яких говорить про число їх дружин. На поясі чоловіки носять ремені з безліччю кишеньок, зброю, що є ознакою достатку.